# Simplicia discosticta
Simplicia discosticta är en fjärilsart som beskrevs av George Francis Hampson 1912. Simplicia discosticta ingår i släktet Simplicia och familjen nattflyn. Inga underarter finns listade i Catalogue of Life.